# 川下川ダム
川下川ダム（かわしもがわダム）は、兵庫県の武庫川水系川下川に宝塚市が建設した上水用ダム。川下川を堰き止めるダムの建設と平行して、周辺の3か所の渓流水を取水する設備と、これらを集めて新しい浄水場に送る導水管をセットで建築した。1972年（昭和47年）に宝塚市の第五期拡張事業計画として計画され、1977年（昭和52年）に完成した。当時人口が急増してひっ迫状態にあった宝塚市の上水供給問題を解決した。また水質の良い水が大量に供給されることで、宝塚市で劣悪な水源に起因して発生していた斑状歯の問題を解決した。

## ダムが計画される前の状況
宝塚市は昭和30年代前半までは田園地帯の中に宝塚温泉があるような場所であったが、その後急激に都市化が進み人口が増えて行った。例えば1960年（昭和35年）には66,491人だった人口が1965年（昭和40年）には91,486人、10年後の1970年（昭和45年）にはほぼ倍の127,129人に増えた。更に1975年（昭和50年）には武庫川流域下水道が使用開始予定であり、水洗便所がいっそう普及し、一人当たりの水道使用量が増加することが予想されていた。

### 当時の宝塚市の上水源の問題

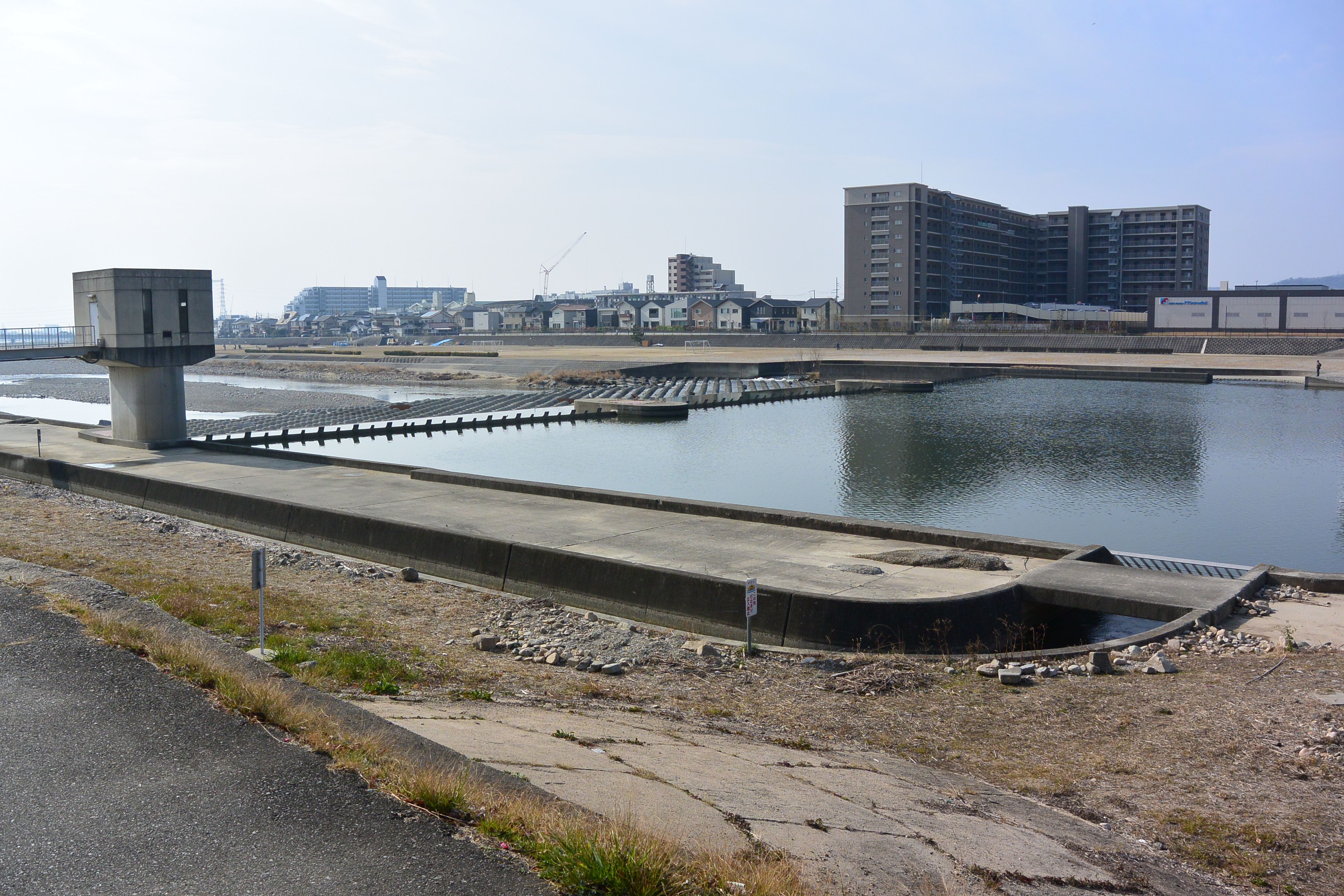
宝塚市の武庫川左岸にある昆陽井の取水口

宝塚市北部の西谷地区には規模の大きな上水用貯水池千苅水源池があるが、千苅ダムから取水された水は全量が神戸市に送られ、宝塚市に貯水池の恩恵は無い。宝塚市の中心部を流れる武庫川は全長65km、流域面積500平方キロメートルの2級河川で、阪神間では最も大きな川である。しかしこの川を流れる水（表流水）の利用権は江戸時代から続く下記の五井組（水利組合）だけに認められていて、宝塚市が上水用に採取することはできなかった。
武庫川の水は上流から順に各水利組合によって計画的に取水されているが、渇水時には下流では川床が干上がることもある。そのため下流の水利組合は上流での取水については厳しい目を向けており、表流水ではなくても武庫川近傍での取水に神経をとがらせていた。1959年（昭和34年）に宝塚市が武庫川左岸の小浜地区に上水用の浅井戸を掘削しようとした際（武庫川の伏流水に相当）には、下流の井組から「上流で大量に揚水されると武庫川の水量が減る」と猛反対に会って難航し、2年かかって兵庫県の仲介によって揚水量や毎年補償金を払う事を定めた覚書を交わして解決したが、それでも増大する水需要に追いつかなかった。その他の水源として武庫川右岸の逆瀬川や渓流水があったが、いずれも水中のフッ素濃度が高く下記斑状歯の問題が起こっている。下の表は宝塚市とその下流で武庫川から取水している水利組合を上流から順に列記したもので、面積の単位は1960年（昭和35年）までが町歩で平成はhaだが、両者はほとんど同じ面積を示すので直接比較が可能。
| 年代                     | 昭和初期 | 1933年（昭和8年） | 1960年（昭和35年） | 1990年（平成2年） |
| ------------------------ | -------- | ----------------- | ------------------ | ----------------- |
| 川面井（宝塚市）         | 38       | 38                | 35                 | 6.3               |
| 伊孑志井（宝塚市）       | 162      | 178               | 65                 | 17.3              |
| 昆陽井（伊丹市）         | 400      | 486               | 400                | 108.5             |
| 百間樋井（西宮市）       | 1,658    | 685               | 300                | 130.0             |
| 六樋井（尼崎市と伊丹市） | 1,200    | 1,200             | 602                | 131.1             |

#### 千苅水源池実力行使
武庫川下流の井組が上流の水使用に対して厳しく強い態度をとる理由として、過去に神戸市の千苅ダムの問題があった。1922年（大正11年）に神戸市が上水道用水のために武庫川支流の羽束川（はつかがわ）に千苅ダムを建築した。当初神戸市は「下流の農業用水として灌漑期の4か月間は常時毎日96,000トンを放流する」と約束していたが、1924年（大正13年）の大干ばつ時に放流されていなかった。更に1939年（昭和14年）7月も空梅雨であったが千苅ダムからの放流が無かったため下流の農民が放流を求めて決起した「千苅水源池実力行使」という事件が起こり、神戸市側が7月17日以降毎日12万トンを放流することで決着した。

### 水道水中のフッ素と斑状歯問題
西宮市北部と宝塚市では、昔から歯の表面が斑状に黒ずむ斑状歯が見られていたが、原因がわからずほとんど風土病のように考えられていた。1947年（昭和22年）から1948年（昭和23年）に宝塚市内の飲料水の分析が行われ、フッ素濃度が0.1ppmから3.2ppmであることが判明した。この結果を受けて1949年（昭和24年）にまとめられた「フッ素に関する医学的研究」によって、「宝塚第一小学校と船坂小学校で斑状歯の罹患率が半数を上回った」と報告され、該当地区の飲料水中のフッ素濃度が高いことが原因と指摘された。当時水道水中のフッ素濃度に基準はなく、1950年（昭和25年）に水道業者の団体である水道協会がまとめた「飲料水の判定基準とその試験方法」で1.5ppm以上は飲用に適さないとされた。1957年（昭和32年）には水道法が施行され、引き続き厚生省令で水質基準が示され「フッ素濃度は0.8ppm以下であること」とされた。当時宝塚市が所有する水源のうち武庫川右岸にあった7か所はフッ素の含有量が水質基準に抵触していたので、宝塚市はこれらの水源からの取水を止めようと別の水源の開発も行ったが、人口の急増による使用量の増大が続いて水が足りなくなりたびたび断水が発生する状態であったため、フッ素濃度が高いと知りつつ使用を継続せざるを得なかった。全市的に厚生省基準を満たしたのは、伊孑志井堰（宝塚市）の灌漑用水の一部を灌漑に支障がない時期に限って日量15,000立方メートル使えるようになって、上記7か所の水源を廃止した1971年（昭和46年）になってからであった。
この問題は1971年（昭和46年）に宝塚市の歯科医が「児童の中に多数の斑状歯が見られる」と公表したことから再度クローズアップされ、市でも大きな問題となった。宝塚市はこの問題を調査するため「宝塚市フッ素問題研究協議会」を発足させている。この時以来宝塚市が毎月発行する「広報たからづか」に市内各地の水道のフッ素濃度が公表されるようになった。一連の調査の結果1974年（昭和49年）年に「宝塚市の斑状歯を巡る健康問題に関する答申書」が作られ、この中で「給水中の暫定管理基準フッ素濃度は0.4から0.5ppmを上限とする」と定められた。この基準を達成するために、フッ素含有量が少なく豊富な水量を有する別の水源が切実に求められていた。

## ダム建設の推移
1972年（昭和47年）宝塚市水道局の第五期拡張事業計画で、将来の人口増と一人当り使用量の増加への対応とフッ素濃度の低い水源の確保を目指して川下川貯水池の建築と周辺設備の整備が定められ、調査と設計が始められた。川下川は市北部の標高200m前後の平坦な台地である玉瀬地区から渓流となって流下し、武庫川に合流している。計画では、武庫川との合流点の上流約400mの狭い谷に高さ45mのロックフィルダムを建設して貯水池を造り、そこから市街地近くに新設する惣川浄水場に水を送る、貯水池と浄水場の間の3箇所の渓流に小規模な取水設備を設け、貯水池からの導水管に合流させて所要の水量を確保するものであった。

### ダム建設準備
武庫川水系では、西宮市が川下川ダムより早い1965年（昭和40年）から丸山ダムを計画したが、武庫川下流の井組との水利権交渉が難航して着手までに8年が経過した。川下川ダムではそのような問題は無く計画はスムーズに進んだ。宝塚市は川下川ダム予定地の少し上流に北部地域給水用の小ダム（玉瀬ダム）を所有しており、利水権を取得済みであった。また1959年（昭和34年）頃から下流の尼崎・伊丹・西宮の水利組合の灌漑面積が減少してゆき、上流での取水に対する強硬な態度も軟化していた点もある。用地買収についても玉瀬ダムの建設に際して計画用地の一部を取得済みであり、全体の買収は1973年（昭和48年）度末に完了した。

### ダムの建設
ダムの建設予定地のすぐ下流側に千苅水源池の水を神戸市に送る導水管が走っているため、当ダムの建設についてはこの導水管に悪影響を与えないよう注意が払われた。1974年（昭和49年）3月に本格工事に着手、基礎部分の岩盤には8本の断層が見つかったので、コア幅全てをコンクリートに置換した。ダム形成用の岩石は基本的に工事現場近くから採取したが、フィルター材については一部を外部から購入した。1974年（昭和49年）11月からダム盛立を開始、1976年（昭和51年）10月に盛立が完了、翌月余水吐も完了した。完成したダムは中心コア型ロックフィルダムで高さ45m、法面の勾配は上流側が1:2.3、下流側が1:1.85である。ダム建設と並行して市内へ向かう水路トンネルと3か所の渓流水取入れ設備の工事も行われた。

### 川下川貯水池の完成
引き続き付属設備の整備を行い、1977年（昭和52年）3月に完成し貯水を開始した。また併設された3か所の渓流水取水口も順次供用が開始された。
- 切畑渓流取水口 堤高4.5m 堤長38m 1977年（昭和52年）4月供用開始
- 立合新田渓流取水口 堤高2m 堤長9.4m 1977年（昭和52年）4月供用開始
- 長尾山渓流取水口 堤高3.5m 堤長26m 1977年（昭和52年）6月供用開始

## ダム完成後の状況
4か所の取水口から1日最大26,881立方メートルが取水され約5万人分の水が確保された。川下川貯水池の完成は給水の安定と水質特にフッ素濃度の「より安全な基準」を達成した。1987年（昭和62年）の時点で市内の平均フッ素濃度は約0.4ppmで推移しており、1974年（昭和49年）に定めた暫定基準を達成している。また従来の玉瀬ダムと貯水池は新しいダム湖に水没して役目を終え、玉瀬ダムが上水を供給していたエリアの給水は川下川ダムからの給水に切り替えられた。

## アクセス
JR道場駅から兵庫県道327号切畑道場線を通り、県道の不通区間の直前に川下川ダムの脇へ登り貯水池の横を通って玉瀬地区の集落に通じる分岐がある。途中の兵庫県武庫川上流浄化センターから先は所々にすれ違いができる場所があるだけの細い舗装路である。ダムおよびダム湖周辺は立入禁止で、道路とはフェンスで仕切られている。駐車場は無い。

## ダム周辺の施設
ダムのすぐ下流側を新名神高速道路川下川橋が通り、ダム湖の東側に宝塚北サービスエリアがあるが、直通する道は無く上記の細い道を迂回する必要がある。川下川が武庫川に合流するすぐ手前にJR 福知山線の川下川鉄橋がある。なお川下川の源流には兵庫県で最も大きな湿原で県の天然記念物に指定されている丸山湿原群がある。

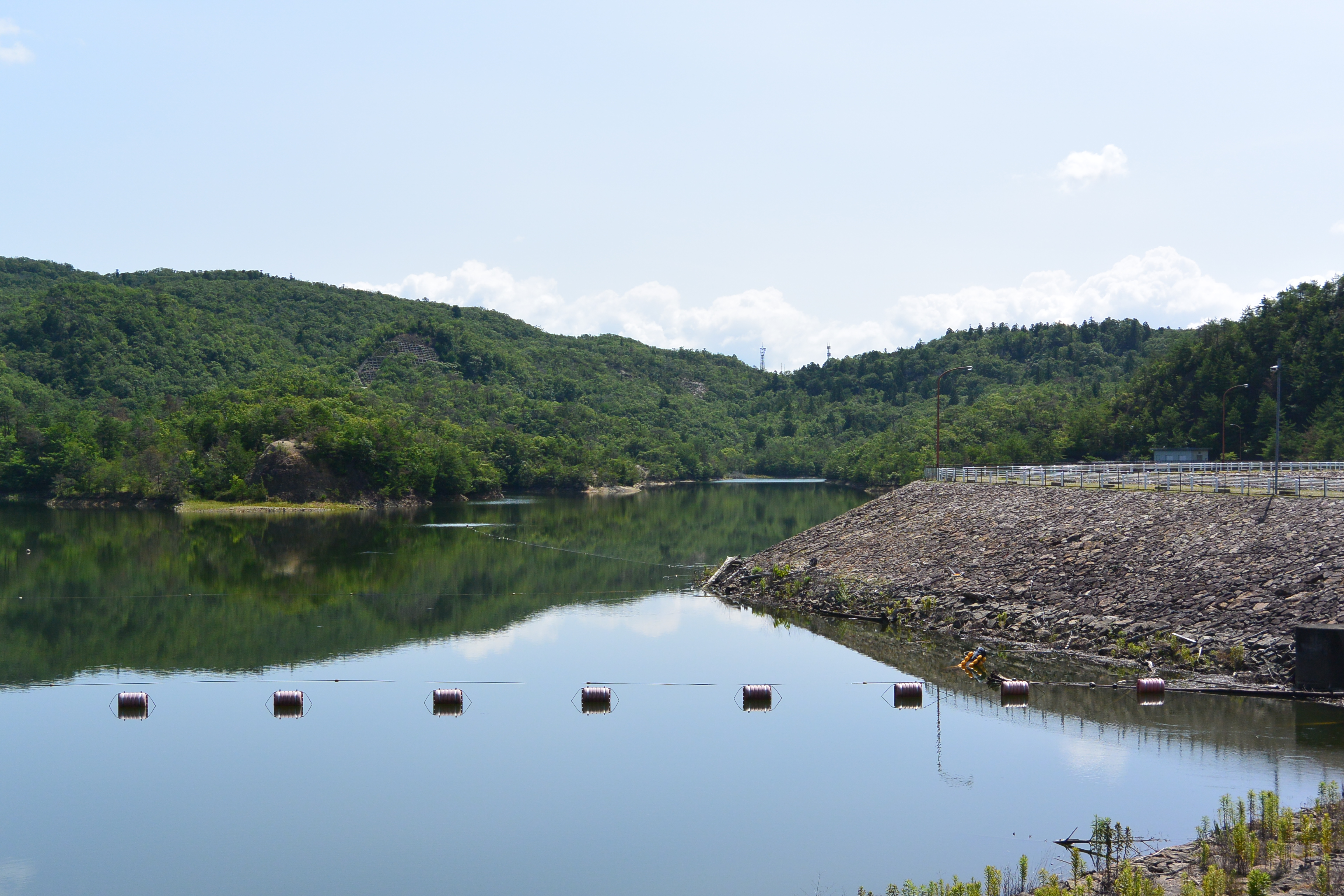
川下川ダム貯水池、右にダム本体、正面奥に見える鉄塔が宝塚サービスエリア
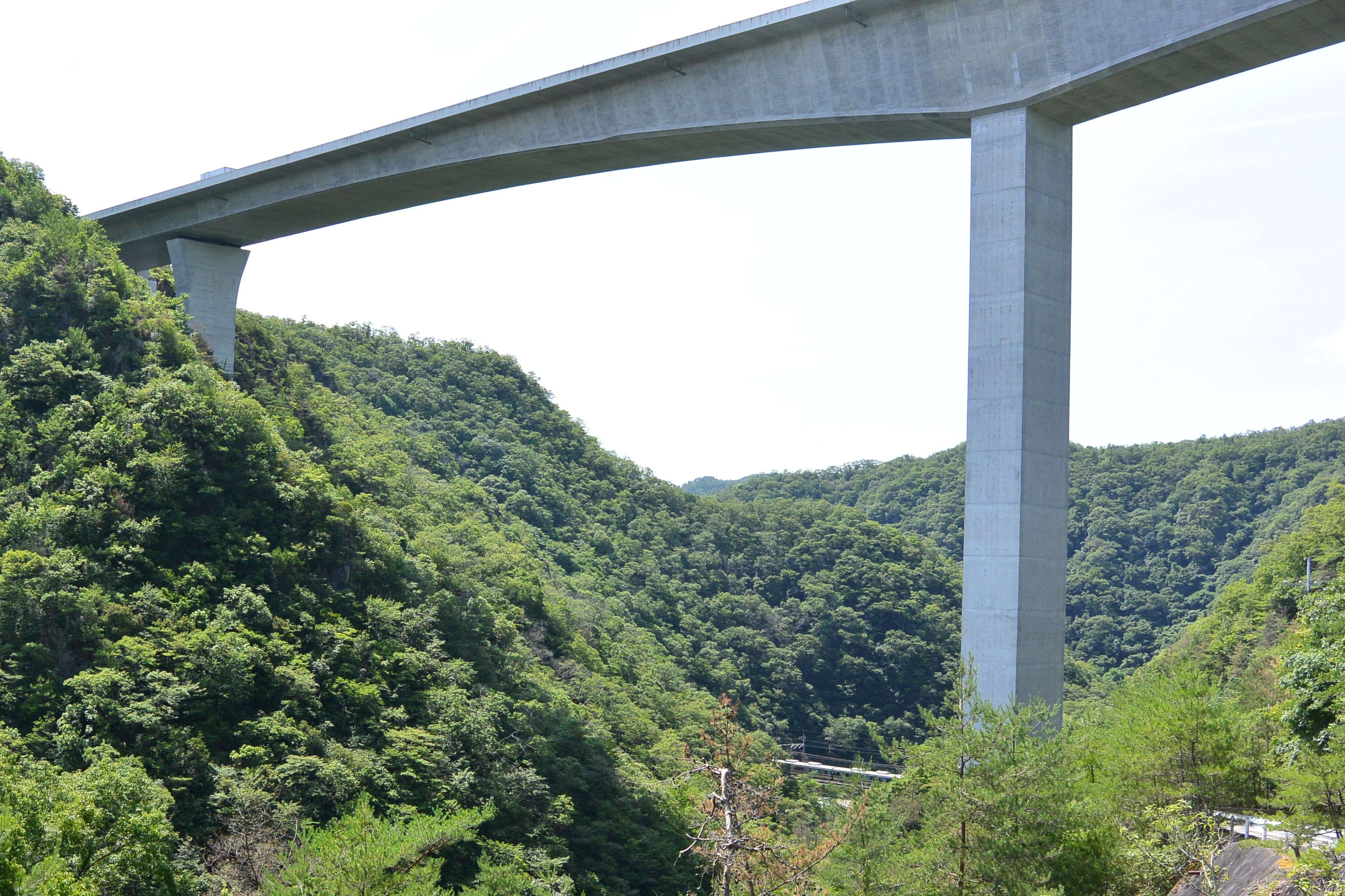
ダム取り付け部から下流側を見る。上が新名神高速道路の通る川下川橋で、下に小さく福知山線の電車が見える
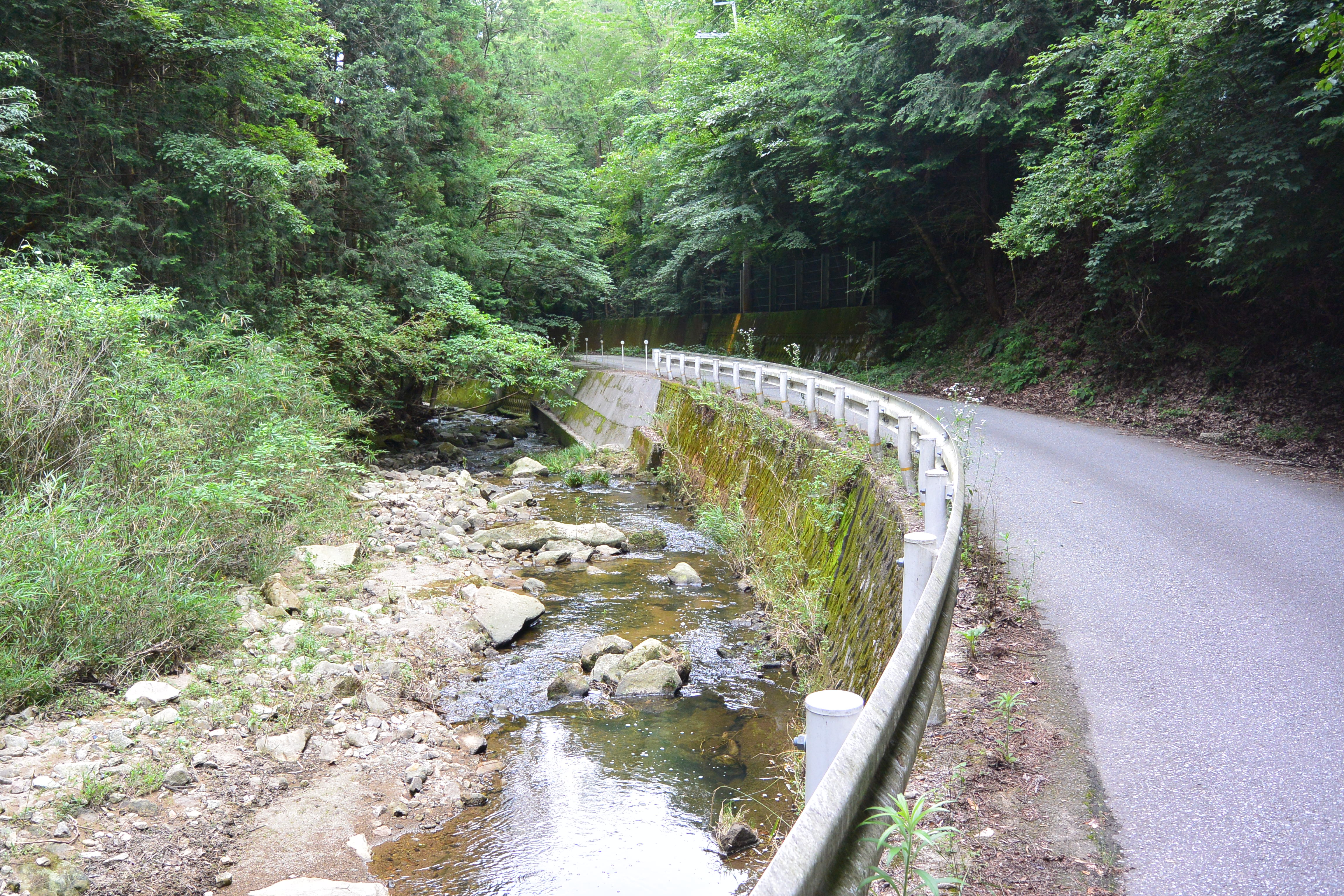
ダム湖の約1km上流の川下川とアクセス道
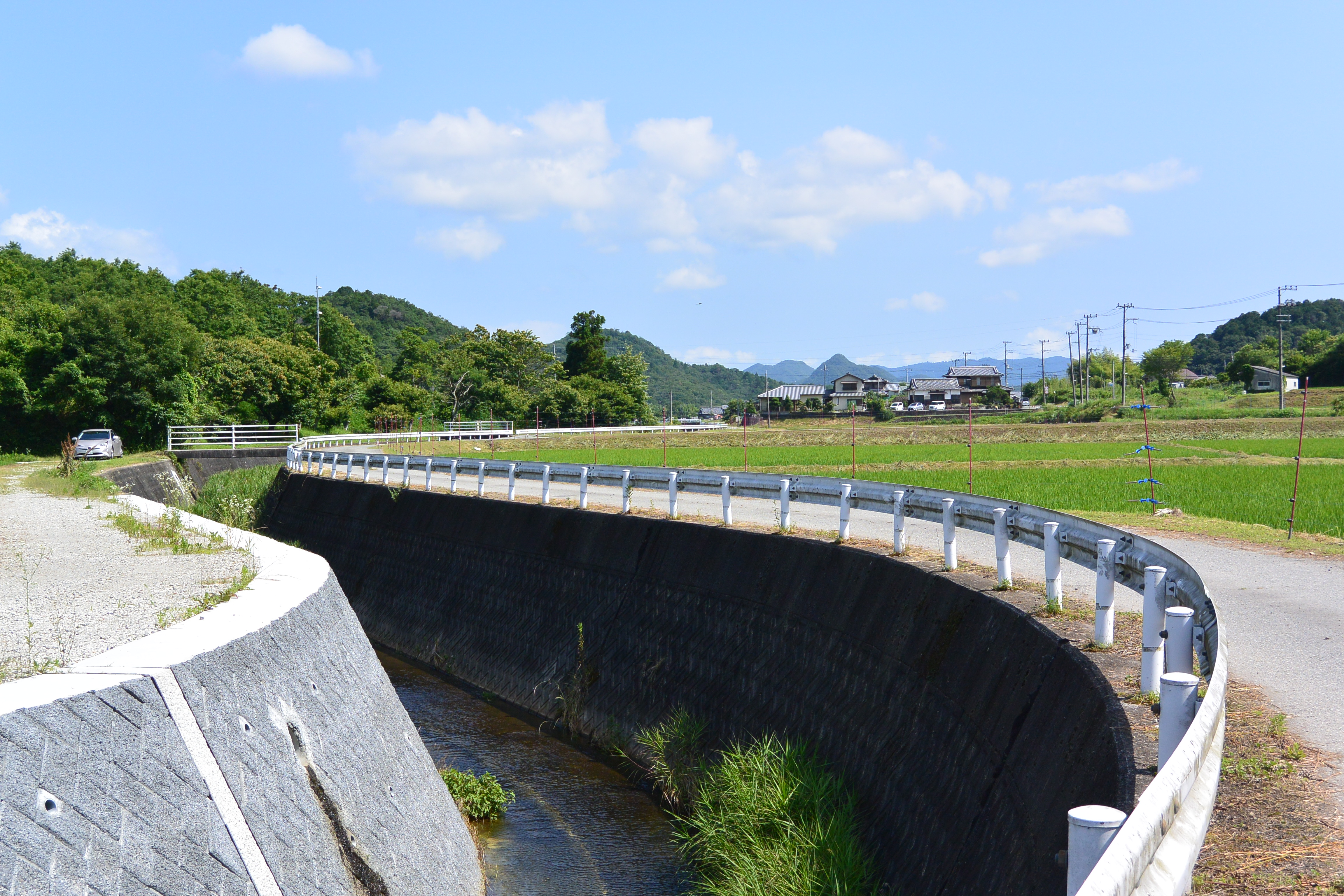
ダム湖の約2km上流の川下川と玉瀬地区の風景
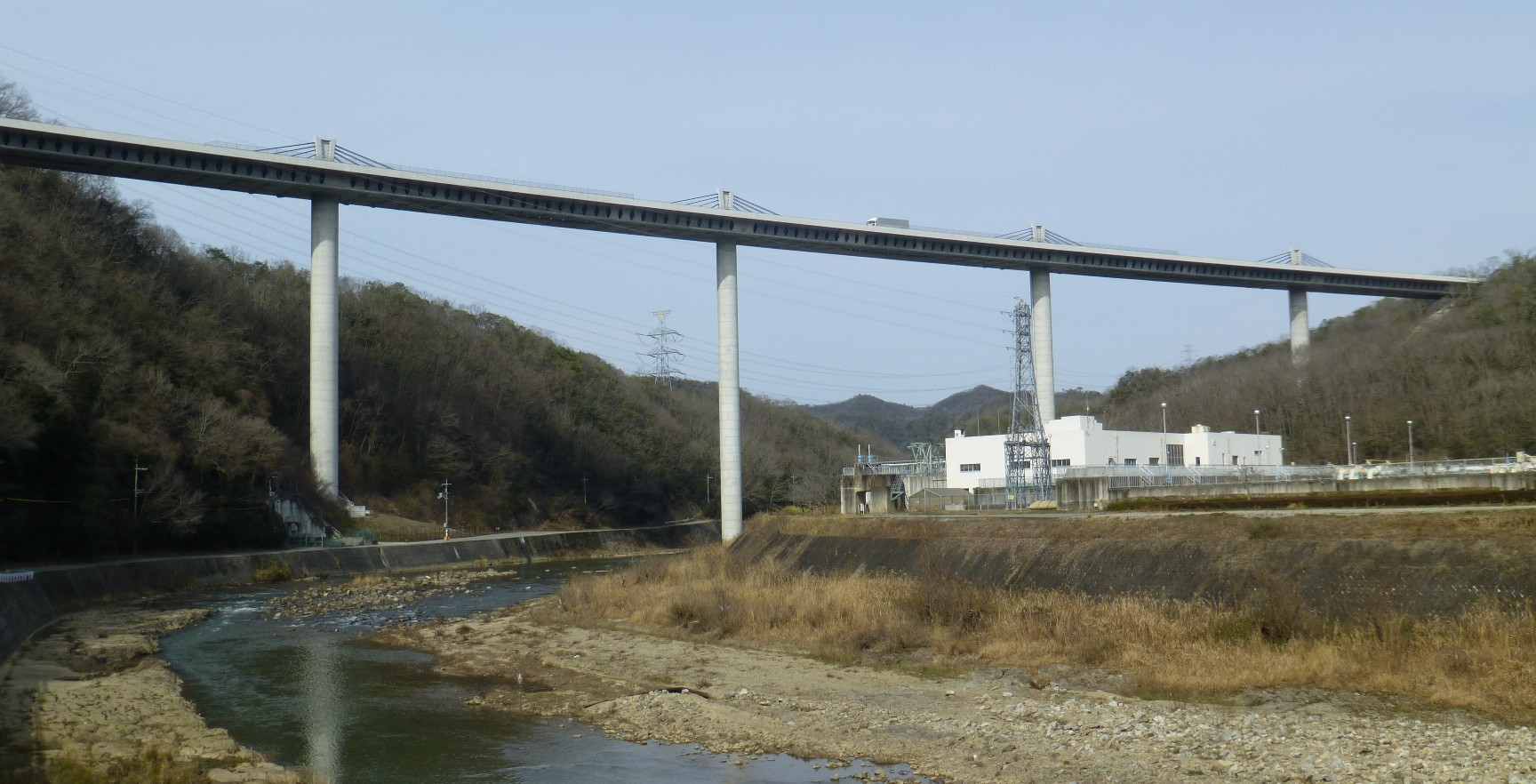
ダムの約1km西にある新名神武庫川橋と兵庫県武庫川上流浄化センター
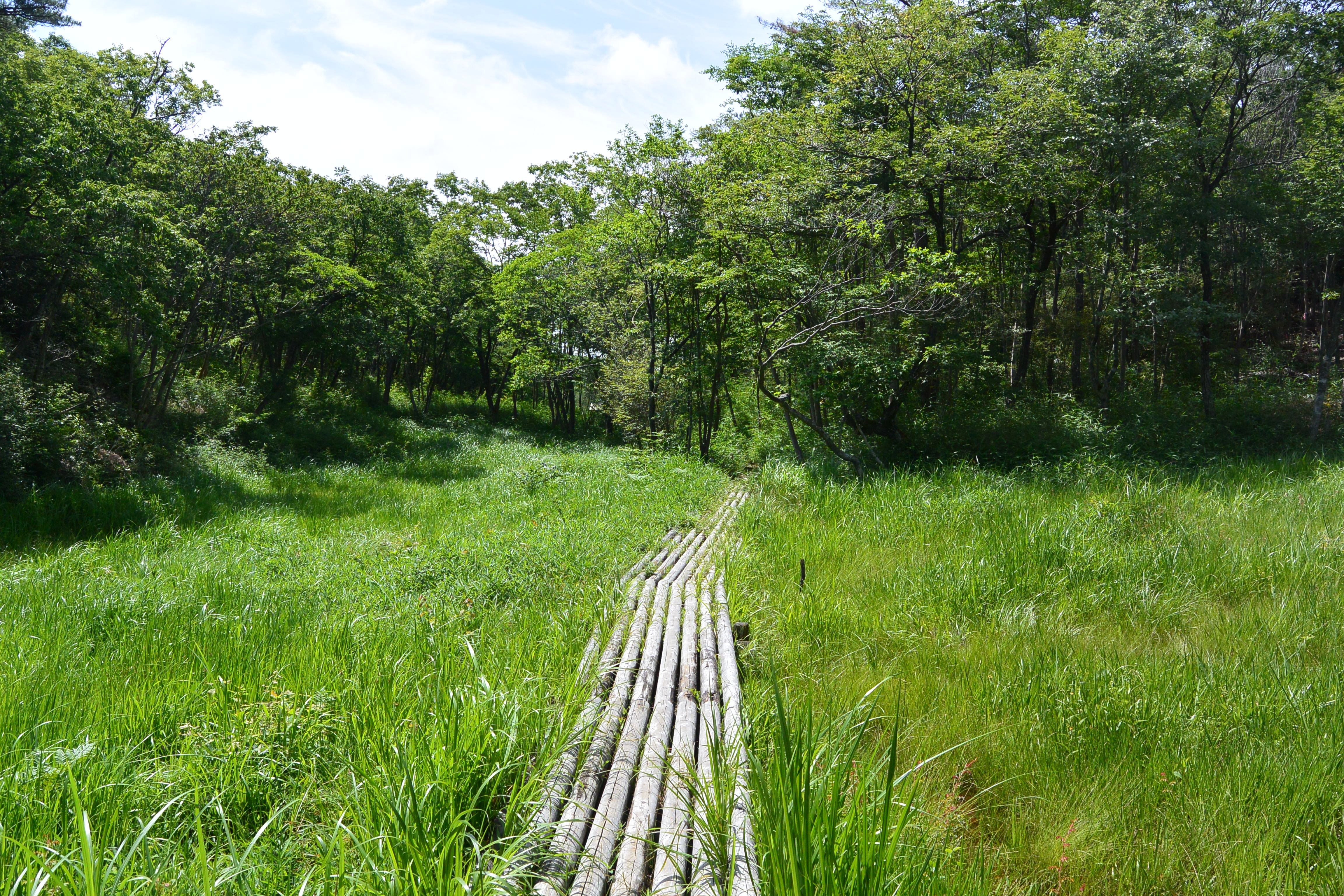
川下川源流にある丸山湿原